# Chromidotilapiini
Chromidotilapiini là tông (sinh học) của họ Cá hoàng đế từ vùng nhiệt đới Tây Phi và Trung Phi. Có bảy chi (sinh học) và hơn 40 loài trong tông này.

## Chi
- Benitochromis (6 loài)
- Chromidotilapia (11 loài)
- Nanochromis (8 loài)
- Pelmatochromis (3 loài)
- Pelvicachromis (7 loài)
- Teleogramma (4 loài)
- Thysochromis (2 loài)